# Федеральный закон № 46 об ужесточении наказания для лидеров ОПГ
Федеральный закон от 1 апреля 2019 г. № 46-ФЗ «О внесении изменений в Уголовный кодекс Российской Федерации и Уголовно-процессуальный кодекс Российской Федерации в части противодействия организованной преступности» — нормативный акт, цель которого — совершенствование уголовного и уголовно-процессуального законодательства в рамках ужесточения уголовной ответственности организаторов, руководителей (лидеров) и иных участников преступных сообществ (преступных организаций) и входящих в них структурных подразделений. Закон вступил в силу 12 апреля 2019 года.

## Основные положения закона
Основная часть новаций, которые вводятся законом 46-ФЗ относится к изменениям, вносимым в Уголовный кодекс Российской Федерации. Речь идет, прежде всего, о дополнении УК РФ статьёй 2101, в которой устанавливается уголовная ответственность за занятие высшего положения в преступной иерархии. Это принципиальный момент: согласно вновь введенной статье, сам факт занятия такого положения признается самостоятельным преступлением и наказывается «лишением свободы на срок от восьми до пятнадцати лет со штрафом в размере до пяти миллионов рублей или в размере заработной платы или иного дохода осужденного за период до пяти лет либо без такового и с ограничением свободы на срок от одного года до двух лет».
Наряду с этим, вносится ряд изменений в саму статью 210 («Организация преступного сообщества (преступной организации) или участие в нём (ней)»), наиболее существенное из которых — добавление в неё части первой1 (11), в соответствии с которой участие в собрании организаторов, руководителей/лидеров или иных представителей преступных сообществ/организаций и (или) организованных групп в целях совершения хотя бы одного из преступлений, предусмотренных частью 1 статьи 210 УК РФ «наказывается лишением свободы на срок от двенадцати до двадцати лет со штрафом в размере до одного миллиона рублей или в размере заработной платы или иного дохода осужденного за период до пяти лет либо без такового и с ограничением свободы на срок от одного года до двух лет». Ужесточаются санкции и по остальным частям ст. 210.
Особо отмечается, что лица, сообщившие о готовящемся собрании ОПГ и активно способствовавшее раскрытию или пресечению деятельности преступного сообщества, «освобождаются от уголовной ответственности, если в его действиях не содержится иного состава преступления».
Также закон вносит соответствующие изменения в пункты Уголовно-процессуального кодекса Российской Федерации, где имеются отсылки к статье 210 УК РФ.

## Предыстория
За последние[какие?] годы ужесточение наказания за организацию преступной группировки (ст. 210 УК РФ) вводилось в 2009 году (максимальный срок наказания увеличен с 15 до 20 лет). Тогда же ввели и юридический термин «лидер ОПГ» (лицо, занимающее высшее положение в преступной иерархии). Коллизия, однако, заключалась в том, что к уголовной ответственности, согласно действовавшим нормам, криминальные лидеры могли привлекаться лишь в случае фактического совершения общественно опасного деяния. Иными словами, во многом сохранялся статус 90-х годов прошлого века, когда мафиози под камеру подтверждал свой статус «вора в законе» или «авторитета», но при этом не мог быть привлечен к уголовной ответственности, так как сам не совершал доказанных преступлений. В 2019 году политическое руководство страны предприняло шаги для изменения подобной ситуации. 14 февраля Владимир Путин внес в Госдуму проект федерального закона «О внесении изменений в Уголовный кодекс Российской Федерации и Уголовно-процессуальный кодекс Российской Федерации (в части противодействия организованной преступности)».

## Новая концепция преследования криминальных лидеров
Как было отмечено в пояснительной записке к проекту закона, наиболее опасные и тяжкие преступления совершаются организованными преступными сообществами. «Лидеры преступных сообществ (преступных организаций) координируют преступные действия, создают устойчивые преступные связи между различными организованными группами, занимаются разделом сфер преступного влияния и преступных доходов, руководят преступными действиями и в связи с этим представляют наибольшую общественную опасность. … При этом уголовная ответственность за сам факт лидерства такого лица в преступной иерархии не предусмотрена, [в результате чего они] как правило, уходят от уголовной ответственности», — говорится в документе. Именно поэтому главный акцент законопроекта — установка законодательной нормы, которая напрямую устанавливает уголовную ответственность за занятие высшего положения в преступной иерархии.
Парламентарии разделили обеспокоенность главы государства по данному вопросу. «Есть люди, которые являются лидерами ОПС — они, например, лишь подбирают людей, которые бы координировали все эти отношения, выполняли определённые задачи, отвечали за отдельные территории или рынки. Но сами организацией конкретных преступлений не занимаются, — пояснил свою позицию председатель профильного комитета Госдумы по государственному строительству и законодательству Павел Крашенинников. — По нынешнему УК подобраться к ним очень сложно». Эту точку зрения разделил и спикер Госдумы Вячеслав Володин: «На практике они действуют через подставных лиц, до последнего стараясь оставаться в тени. Президент предложил прописать в законодательстве четкий механизм, дающий возможность привлечь к уголовной ответственности за сам факт занятия высшего положения в преступной иерархии».